# Irene Muloni
Irene Nafuna Muloni là một kỹ sư điện, doanh nhân và chính trị gia người Uganda. Bà là Bộ trưởng Nội các về Năng lượng và Khoáng sản trong Nội các Uganda. Bà lần đầu tiên được bổ nhiệm vào vị trí đó vào ngày 27 tháng 5 năm 2011  Trong danh sách nội các mới được công bố sau cuộc bầu cử quốc gia năm 2016, ba vẫn giữ được ghế của mình. Muloni từng là thành viên của Quốc hội được bầu cho Đại diện Phụ nữ của Quận Bulambuli, từ năm 2011 đến năm 2016. Năm 2016, bà mất ghế của mình cho Sarah Nambozo Wekomba, một ứng viên độc lập.

## Bối cảnh và giáo dục
Muloni sinh ngày 18 tháng 11 năm 1960, ngày nay được gọi là Quận Bulambuli. Bà học trường tiểu học nữ Budadiri trước khi vào trường trung học Gayaza. Năm 1982, Muloni vào Đại học Makerere, trường đại học lâu đời nhất ở Đông Phi, để học ngành Kỹ thuật. Năm 1986, bà tốt nghiệp bằng Cử nhân Khoa học Kỹ thuật Điện (BSc. E.Eng) độ. Sau đó, bà tốt nghiệp bằng Thạc sĩ Quản trị Kinh doanh (MBA), từ Đại học Capella ở Minneapolis, Minnesota, Hoa Kỳ. Muloni cũng là một Chuyên gia Đối tác Công-Tư được Chứng nhận, được công nhận bởi Viện Đối tác Công-Tư, Inc. (IP3) và Trung tâm Nước, Kỹ thuật và Phát triển (WEDC) của Đại học Loughborough.

## Công việc
Từ năm 2002 đến năm 2011, Irene Muloni làm việc như Giám đốc điều hành của phân phối Uganda Điện Công ty TNHH (UEDCL), một Uganda ty parastatal, chịu trách nhiệm phân phối năng lượng điện cho cả khách hàng thương mại và bán lẻ trên toàn quốc. Năm 2011, bà tham gia chính trị, bằng cách tranh cử thành công làm Đại diện phụ nữ của quận Bulambuli trong Quốc hội Uganda lần thứ 9 (2011 - 2016). Vào ngày 27 tháng 5 năm 2011, Muloni được bổ nhiệm làm Bộ trưởng Bộ Năng lượng &amp; Khoáng sản, bởi Chủ tịch Yoweri Museveni. Bà thay thế Hilary Onek, người được bổ nhiệm làm Bộ trưởng Bộ Nội vụ. Trong lần thay đổi nội các được thực hiện vào ngày 6 tháng 6 năm 2016, Muloni đã giữ được ghế trong nội các của mình.